# Ostoja (West-Pommeren)
Ostoja (Duits: Schadeleben) is een dorp in de Poolse woiwodschap West-Pommeren. De plaats maakt deel uit van de gemeente Kołbaskowo (Powiat Policki).